# Mount Courtauld
Mount Courtauld är ett berg i Antarktis. Det ligger i Västantarktis. Argentina, Chile och Storbritannien gör anspråk på området. Toppen på Mount Courtauld är 2 105 meter över havet.
Terrängen runt Mount Courtauld är kuperad västerut, men österut är den platt. Mount Courtauld är den högsta punkten i trakten. Trakten är obefolkad. Det finns inga samhällen i närheten.